# Братство розы
«Братство розы» — телефильм, снятый по одноимённому роману (англ. Brotherhood of the Rose) писателя Дэвида Моррелла.

## Сюжет
Джон Эллиот — один из руководителей ЦРУ, который идёт на предательство двух своих лучших учеников, высококлассных спецагентов Ромула и Рема. Ромулу он приказал уничтожить группу американских промышленников-энергетиков, в том числе и друга президента США. Рем же оказался связанным с убийством трёх спецагентов в Таиланде, нарушив общепринятые правила Убежища. Теперь Ромул и Рем оказались в таком положении, когда их ищут все спецслужбы, а помочь им может только разведчица из израильского Моссада Эрика.

## В ролях
- Роберт Митчем
- Питер Штраус
- Конни Селлекка
- Дэвид Морс
- Джеймс Сиккинг
- Эммет Уолш
- Джеймс Хонг

## Съёмочная группа
- Произведение: Дэвид Моррелл
- Автор сценария: Гай Уолдрон
- Режиссёр: Марвин Чомски
- Оператор: Джеймс Бартл
- Монтаж: Уильям Стич
- Композитор: Лоренс Розентал
- Художник: Дэвид Коппинг
- Продюсер: Марвин Чомски
- Исполнительный продюсер: Стерлинг Силлифант

## Дополнительная информация
- Жанр этого телефильма определяют также как триллер, боевик и приключенческий фильм.